# Campeonato do Mundo de Polo de 2001
O Campeonato do Mundo de Polo de 2001 foi a sexta edição do maior torneio de polo do mundo, disputado em Melbourne, estado de Victoria, Austrália, de 28 de Março a 8 de Abril de 2001. O torneio foi vencido pelo Brasil, que conquistou o seu segundo título mundial. Este evento reuniu oito equipes de todo o mundo e teve como sede o Werribee Park, em Melbourne, Austrália.

## Qualificação
Um total de 8 vagas foram oferecidas para o torneio, duas a mais que o torneio anterior. A seleção da Argentina por ser a defensora do título e a da Austrália por ser sede do torneio, não participaram dos torneios qualificatórios e qualificaram-se automaticamente.
As seis vagas restantes para o torneio foram definidas através de torneios qualificatórios divididos por zonas.
|                 | América do Norte e Central                      | América do Sul                               | Europa                                   | África, Ásia e Oceania                                          |
| --------------- | ----------------------------------------------- | -------------------------------------------- | ---------------------------------------- | --------------------------------------------------------------- |
| Sede do torneio | Califórnia, Estados Unidos                      | Lima, Peru                                   | Itália                                   | Índia                                                           |
| Participantes   | - Canadá - Costa Rica - Estados Unidos - México | - Brasil - Chile - Colômbia - Peru - Uruguai | - Espanha - França - Inglaterra - Itália | - África do Sul - Índia - Nova Zelândia - Paquistão - Singapura |
| Qualificados    | - Canadá - Estados Unidos                       | - Brasil                                     | - Inglaterra - Itália                    | - Índia                                                         |

## Campeonato
Qualificadas as 8 equipas, elas foram alocadas em dois grupos com 4 participantes cada. Dentro de cada grupo cada time jogaria uma partida contra os demais do grupo, os dois melhores colocados avançariam à fase semifinal e os terceiros e quartos colocados de cada grupo estariam eliminados.

### Grupo A
| Pos | Equipe         | J | V | D | GP | GC | SG  | Pts | Classificado |
| --- | -------------- | - | - | - | -- | -- | --- | --- | ------------ |
| 1   | Inglaterra     | 3 | 2 | 1 | 41 | 29 | +12 | 4   | Próxima fase |
| 2   | Estados Unidos | 3 | 2 | 1 | 28 | 27 | +1  | 4   | Próxima fase |
| 3   | Argentina      | 3 | 2 | 1 | 33 | 27 | +6  | 4   |              |
| 4   | Índia          | 3 | 0 | 3 | 22 | 21 | +1  | 0   |              |

1. ↑  Saldo em confrontos diretos +3
2. ↑  Saldo em confrontos diretos -1
3. ↑  Saldo em confrontos diretos -2

| 31 de março    | Inglaterra | 19–10 | Índia | National Equestrian Centre (Campo 2), Melbourne |
| 13:00 (UTC+10) |            |       |       |                                                 |

| 31 de março    | Estados Unidos | 7–9 | Argentina | National Equestrian Centre (Campo 2), Melbourne |
| 15:00 (UTC+10) |                |     |           |                                                 |

| 2 de abril     | Argentina | 16–8 | Índia | National Equestrian Centre (Campo 3), Melbourne |
| 13:00 (UTC+10) |           |      |       |                                                 |

| 2 de abril     | Inglaterra | 10-11 | Estados Unidos | National Equestrian Centre (Campo 3), Melbourne |
| 15:00 (UTC+10) |            |       |                |                                                 |

| 4 de abril     | Estados Unidos | 10–8 | Índia | National Equestrian Centre (Campo 2), Melbourne |
| 13:00 (UTC+10) |                |      |       |                                                 |

| 4 de abril     | Argentina | 8–12 | Inglaterra | National Equestrian Centre (Campo 2), Melbourne |
| 15:00 (UTC+10) |           |      |            |                                                 |

### Grupo B
| Pos | Equipe    | J | V | D | GP | GC | SG  | Pts | Classificado |
| --- | --------- | - | - | - | -- | -- | --- | --- | ------------ |
| 1   | Brasil    | 3 | 3 | 0 | 36 | 22 | +14 | 6   | Próxima fase |
| 2   | Austrália | 3 | 2 | 1 | 33 | 31 | +2  | 4   | Próxima fase |
| 3   | Canadá    | 3 | 1 | 2 | 29 | 34 | −5  | 2   |              |
| 4   | Itália    | 3 | 0 | 3 | 29 | 34 | −5  | 0   |              |

| 30 de março    | Austrália | 10-8 | Itália | National Equestrian Centre (Campo 2), Melbourne |
| 13:00 (UTC+10) |           |      |        |                                                 |

| 30 de março    | Brasil | 12-6 | Canadá | National Equestrian Centre (Campo 2), Melbourne |
| 15:00 (UTC+10) |        |      |        |                                                 |

| 1 de abril     | Itália | 11-12 | Brasil | Chirnside Field, Melbourne |
| 12:30 (UTC+10) |        |       |        |                            |

| 1 de abril     | Austrália | 12-11 | Canadá | Chirnside Field, Melbourne |
| 15:00 (UTC+10) |           |       |        |                            |

| 3 de abril     | Austrália | 11-12 | Brasil | National Equestrian Centre (Campo 3), Melbourne |
| 13:00 (UTC+10) |           |       |        |                                                 |

| 3 de abril     | Canadá | 12-10 | Itália | National Equestrian Centre (Campo 3), Melbourne |
| 15:00 (UTC+10) |        |       |        |                                                 |

## Fase final

### Meias finais
| 6 de abril     | Brasil | 9-8 | Estados Unidos | Chirnside Field, Melbourne |
| 13:00 (UTC+10) |        |     |                |                            |

| 6 de abril     | Inglaterra | 12-14 | Austrália | Chirnside Field, Melbourne |
| 15:00 (UTC+10) |            |       |           |                            |

### Disputa pelo 3º lugar
| 8 de abril     | Inglaterra | 12-8 | Estados Unidos | Chirnside Field, Melbourne |
| 13:00 (UTC+10) |            |      |                |                            |

### Final
| 8 de abril     | Brasil | 10-9 | Austrália | Chirnside Field, Melbourne |
| 15:00 (UTC+10) |        |      |           |                            |

### Chaveamento
|  | Semifinais     | Semifinais |   |            | Final          | Final |  |
|  |                |            |   |            |                |       |  |
|  | Melbourne      |            |   |            |                |       |  |
|  | Brasil         | 9          |   |            |                |       |  |
|  | Estados Unidos | 8          |   |            |                |       |  |
|  |                |            |   |            |                |       |  |
|  |                |            |   |            | Melbourne      |       |  |
|  |                |            |   |            | Brasil         | 10    |  |
|  |                | Austrália  | 9 |            |                |       |  |
|  |                |            |   |            |                |       |  |
|  |                |            |   |            |                |       |  |
|  |                |            |   |            | Terceiro lugar |       |  |
|  | Melbourne      | Melbourne  |   | Melbourne  | Melbourne      |       |  |
|  | Inglaterra     | 12         |   | Inglaterra | 12             |       |  |
|  | Austrália      | 14         |   |            | Estados Unidos | 8     |  |

| VI Campeonato do Mundo de Polo Brasil Segundo título |

| Posição | Equipa         |
| ------- | -------------- |
| 2       | Austrália      |
| 3       | Inglaterra     |
| 4       | Estados Unidos |
| 5       | Argentina      |
| 6       | Canadá         |
| 7       | Itália         |
| 8       | Índia          |